# Kalesch

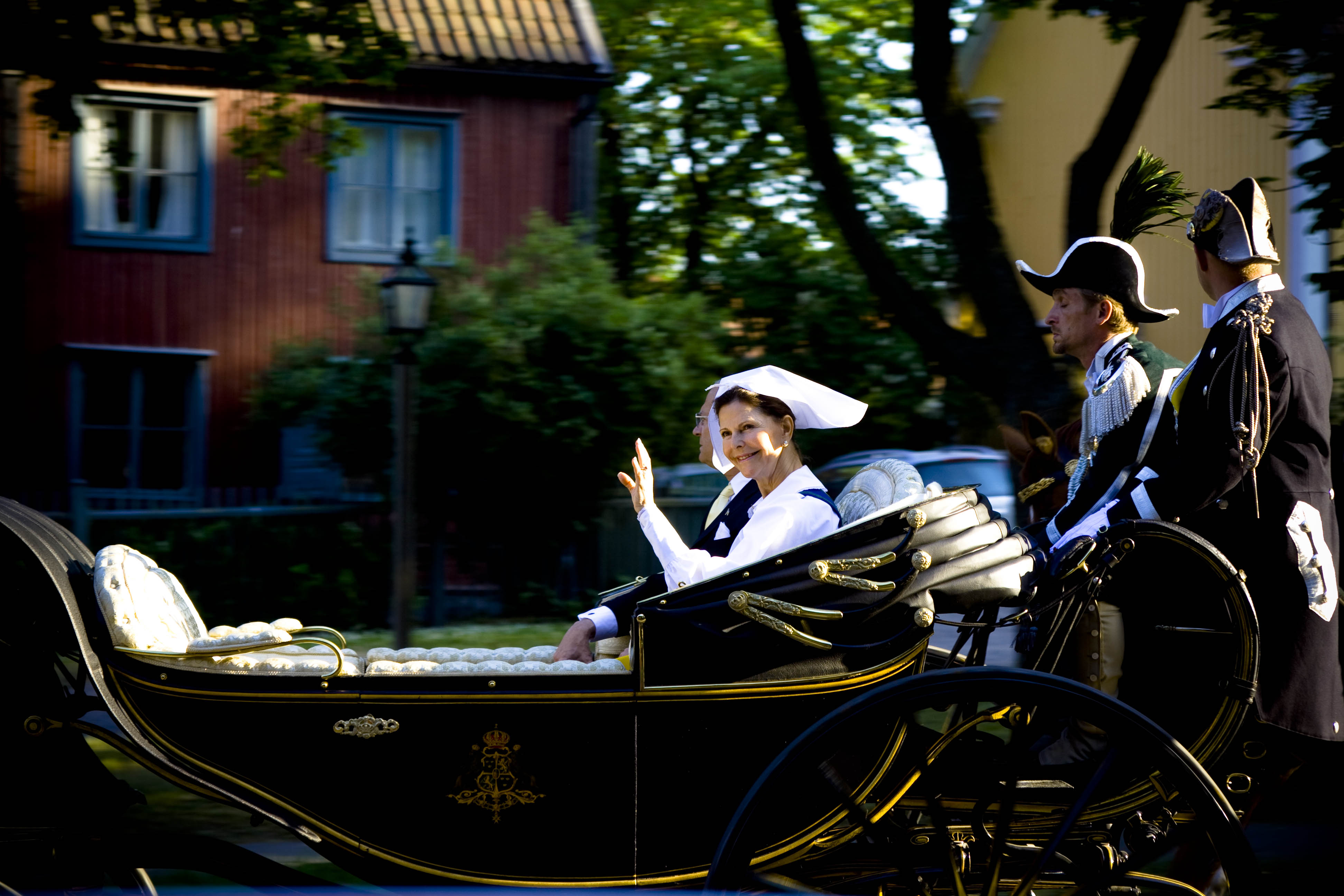
Drottning Silvia och kung Carl XVI Gustaf i den kungliga kaleschen.

Kalesch (franska calèche, av slaviskt ursprung; jämför tjeckiskans kolesa, polskans kolaska), är ett fyrhjuligt, högt och lätt fordon. Det är öppet framtill och försett med fjädrar och en baksufflett. Karteschen har plats inuti för fyra personer på två motstående säten (vanligen kallad halvkalesch eller vis-à-vis). Kalesch kallas även den liknande, men med två suffletter försedda vagntypen landå.
Det finns flera olika varianter av denna typ av vagn, två eller fyra hjul, både med och utan kuskbock. Det finns även en typ av diligens som har en fast kur som kallas postkalesch. Även andra typer av finare vagnar kan ibland kallas kalesch. En variant av denna vagn utvecklades under 1800-talets senare hälft och kallades barouche eller barouchette.
Den sufflett som sitter på vagnen kallades calash i England. Men ordet kom från tyskans ord kalesche, som härstammade från tjeckiskans kolesa, som betydde vagn eller hjul. Det är osäkert om vagnen fick sitt namn av suffletten eller tvärtom, då både ordet och vagnen dök upp samtidigt. Suffletten var oftast gjord av fint linne eller tunt silke och var mer ett skydd mot solen än dåligt väder vilket gjorde den populärare under sommaren. De finaste exemplaren var byggda med hjälp av valben.

## Barouche

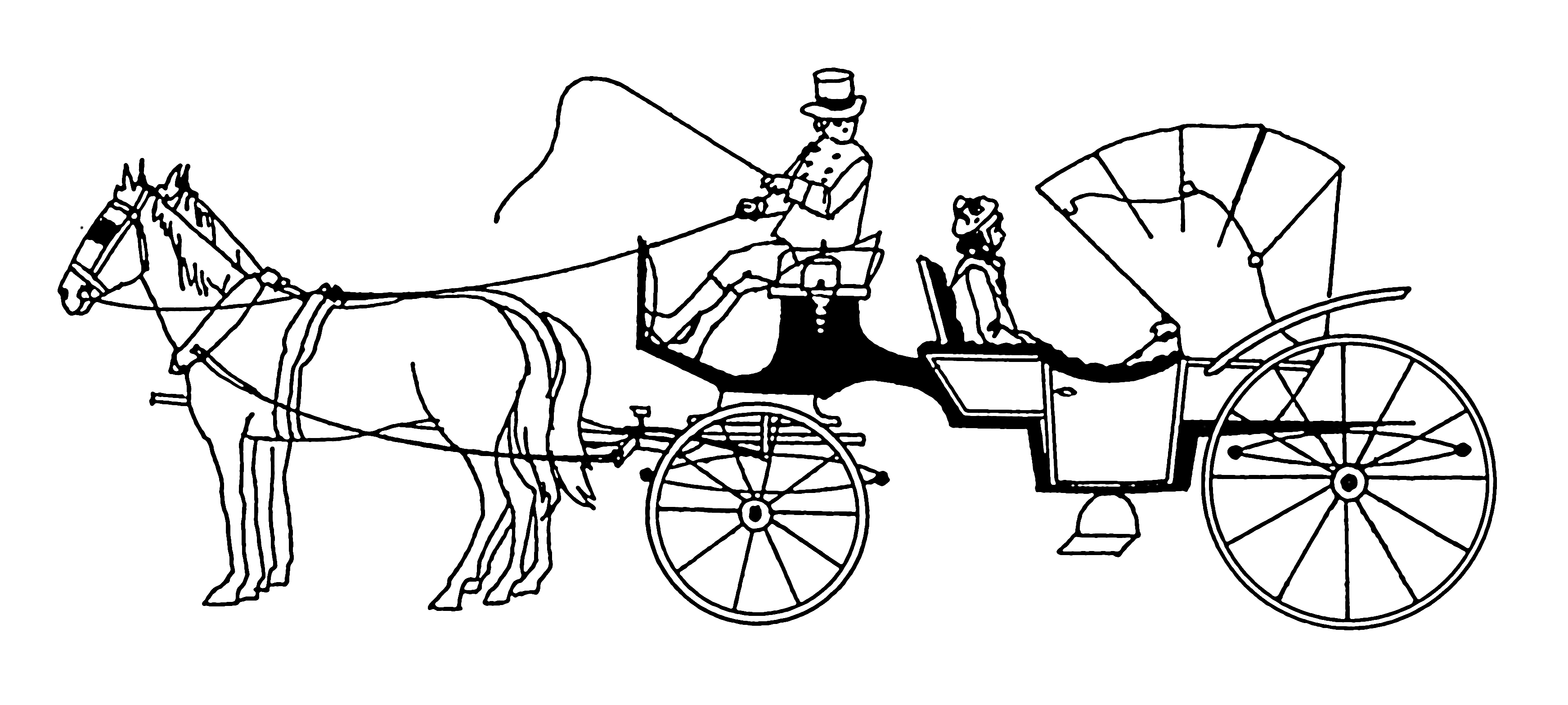
Barouchen utvecklades ur kaleschen och var något större och finare, med fyra hjul och kuskbocken satt fram på vagnen.

Barouche var en typ av vagn som utvecklades ur kaleschen under senare delen av 1800-talet. Namnet barouche var ett förfranskat namn av det tyska ordet för vagnen, baroutsche som kom från italienskans biroccia som i sin tur kom av latinets birotus som betydde tvåhjulig, då vagnen var tvåhjulig från början. Till skillnad från kaleschen utvecklades barouchen till att vara fyrhjulig och hade alltid den mjuka suffletten och drogs av två hästar. Barouchen användes av de rika då det var en fashionabel och högtidlig vagn, och användes främst vid speciella tillfällen, framförallt på sommaren. En lättare typ av denna vagn kallades barouchette.

## Utseende
Kaleschen och barouchen var båda två högklassiga hästvagnar med lågställda vagnskroppar, som skulle likna en liten båt, och därmed var lättare att kliva på och ur. Suffletten var tunn och lämpade sig därför inte för dåligt väder men däremot som skydd mot solen under sommaren. Denna var oftast gjord av fint linne eller siden, oftast i svart, mörkt grönt eller brunt. På kaleschen kunde kusken sitta antingen framtill på vagnen eller på en sits på sidan. De flesta modeller hade fyra hjul, med mindre hjul fram än bak, men en del hade två medelstora hjul.
Vagnarna var oftast fint detaljerade med mässingsdetaljer, träsniderier och läder. Kaleschen kunde köras av en eller två hästar, medan barouchen alltid kördes av två hästar. Vagnskroppen vilade på fjädrar som gjorde den bekväm att åka i. Vagnen hade plats för fyra personer som satt på två säten, vända mot varandra.

## Externa länkar

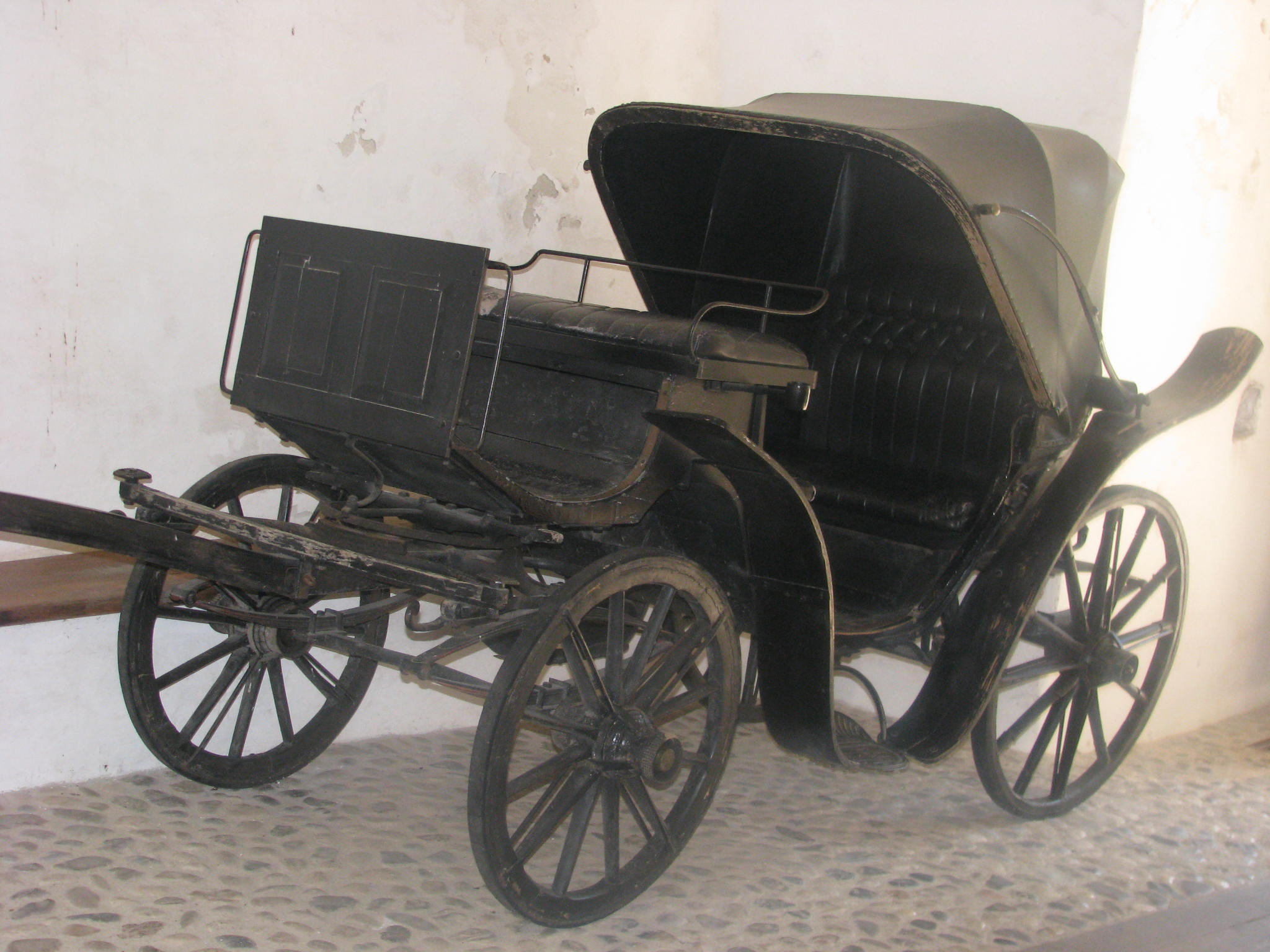
En kalesch från Serbien.
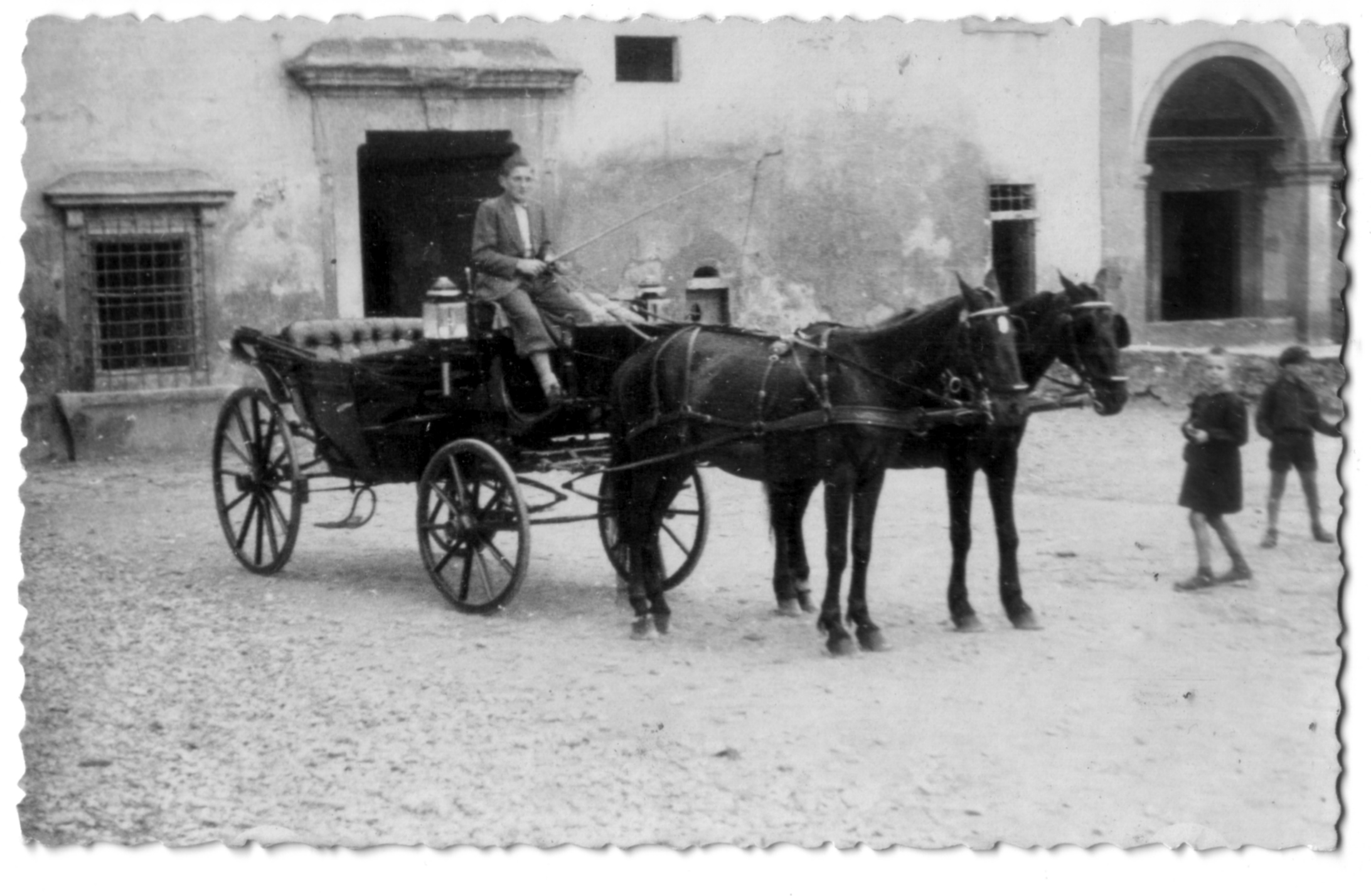
Kalesch från Italien fotograferad 1944.
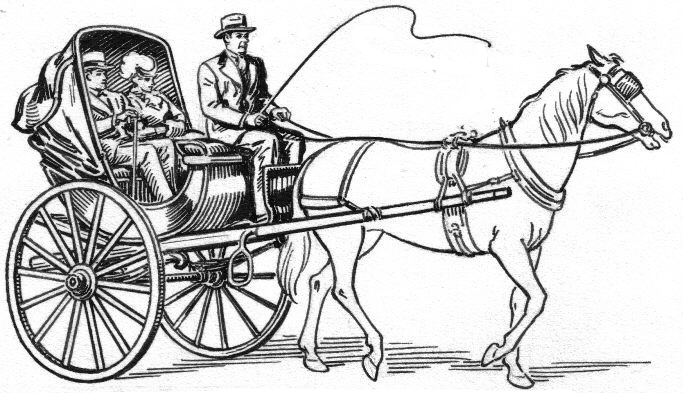
I bland annat Québec och på Filippinerna används kalesch eller "kalesa" om en tvåhjulig vagn.
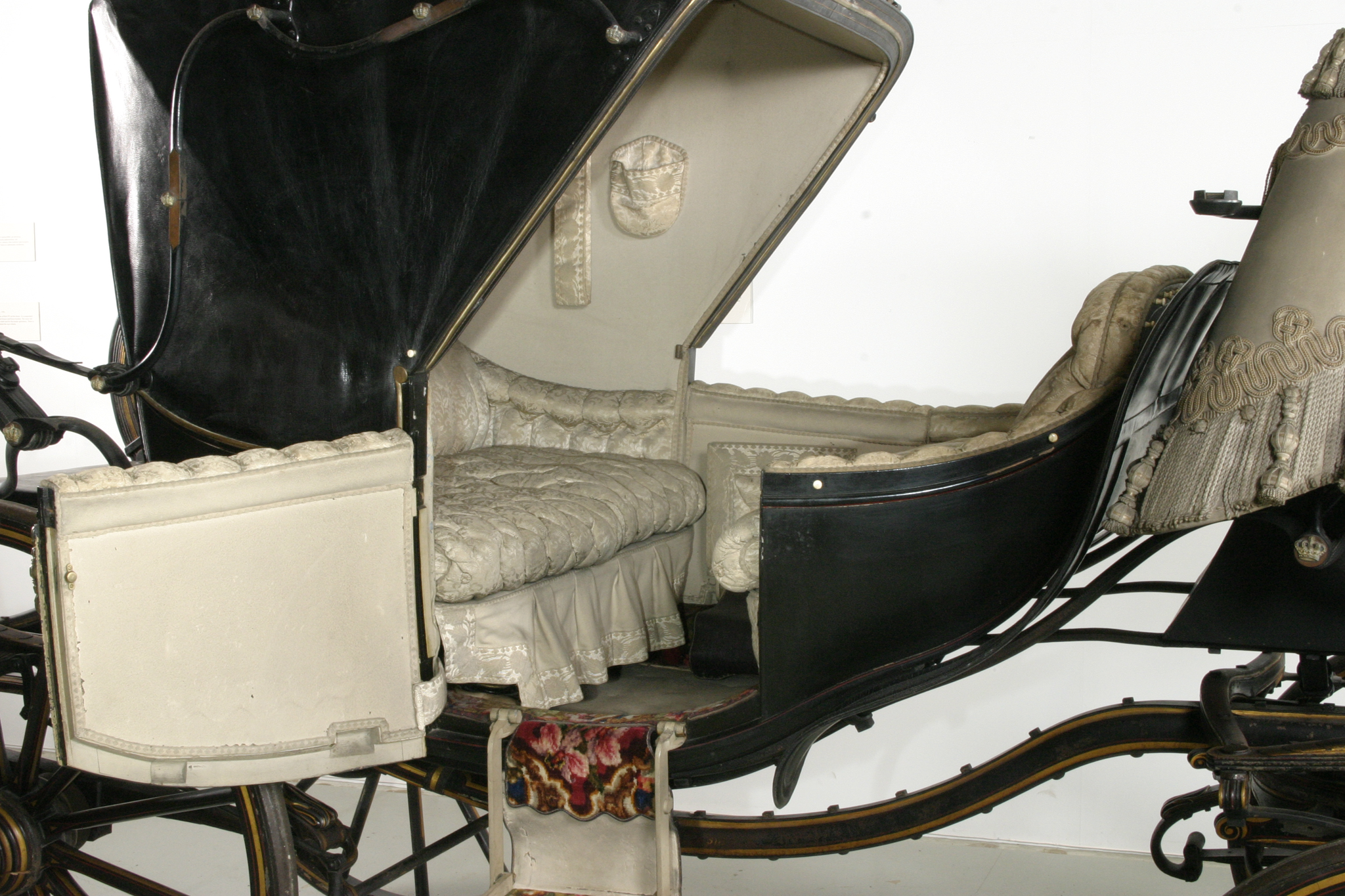
Kalesch från 1800-talet.